# 彼得羅韋區

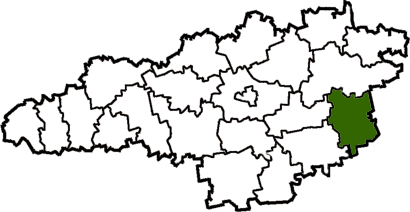

彼得羅韋區（烏克蘭語：Петрівський район），曾是烏克蘭中部基洛夫格勒州的一個區，區府設於彼得羅韋，面積1,195平方公里，2013年人口24,965，人口密度每平方公里20.89人。
2020年7月18日作为乌克兰行政区划改革的一部分，基洛夫格勒州的区份数量减至4个。彼得羅韋區并入亞歷山德里亞區。